# Ruben Scheire
Ruben Scheire (Gent, 6 december 1991) is een Belgisch wielrenner. Hij concentreert zich vooral op het mountainbiken. 

## Levensloop
Hij rijdt voor het Habitat Mountainbike Team en heeft het statuut van topsporter bij het Belgisch leger.
Scheire werd 28e op het wereldkampioenschap van 2015. Hij behaalde een 33e plaats op de wereldbeker in Albstadt en een 31e plaats op de World Cup in La Bresse in 2016. Ook werd hij 16e op het Europees Kampioenschap in 2016, daarmee kwalificeerde hij zich voor de Olympische Zomerspelen van 2016 te Rio de Janeiro. Aldaar eindigde hij op de elfde plaats. Daarboven werd hij Belgisch Kampioen in 2016 te Ottignies.
Scheire werkt met trainer Koen Vanaerde.
Boucher · Boussaer · Brayan-Lund · Cant · De Groote · De Jonghe · De Rooze · Leigh · Maes · Mannaerts · Ruijgh · Scheire · Sefa · A. Stockman · M. Stockman · Torres · Tzortzakis · Verhelst